# Linia kolejowa nr 849
Linia kolejowa nr 849 – magistralna, jednotorowa, zelektryfikowana linia kolejowa, łącząca rozjazdy numer 82 i 100 na stacji Warszawa Zachodnia. Za budowę odpowiedzialne jest Centrum Realizacji Inwestycji Region Centralny. Linia umożliwi bezpośrednie przejazdy pociągów między stacjami Warszawa Gdańska a Piaseczno.